# Pulsboring
Een pulsboring is een grondboorsysteem.

## Mantelbuis
Bij dit boorsysteem wordt een met een schroefdraad verlengbare ijzeren buis, de mantelbuis, in een met behulp van een avegaar voorgeboord gat 1 à 2 meter in de grond geplaatst. Als het grondwater nog niet bereikt is, wordt de mantelbuis gevuld met water. Dit water dient voor het leveren van tegendruk en om sediment waarin geboord wordt in suspensie te laten gaan. De mantelbuis voorkomt het instorten van het boorgat en beperkt tevens de uitwisseling van het water in het boorgat met het omringende grondwater. Tijdens het boren dient het waterpeil in de mantelbuis ongeveer gelijk te blijven en indien nodig moet het water worden aangevuld. Aan de bovenkant van de mantelbuis wordt een klemblok bevestigd. Hiermee wordt voorkomen dat de mantelbuis bij zeer zachte sedimenten onverhoeds onder zijn eigen gewicht de grond in verdwijnt. Met behulp van een klemblok kan de mantelbuis rondgedraaid worden om bij steviger sediment het verder zakken te bevorderen. Het blok dient ook voor het uit de grond halen van de mantelbuis, wat per verlengstuk gedaan moet worden, als de boring voltooid is.

## De puls
De puls, een ijzeren buis van één à anderhalve meter lengte met aan de onderkant een klep die alleen naar binnen (= naar boven) open kan (een zogenoemde terugslagklep), wordt aan een kabel de mantelbuis in gelaten. Met de kabel wordt de puls in het water enkele decimeters opgetrokken en daarna losgelaten waardoor deze op de bodem valt. Door de val op de bodem raakt sediment daaruit los. Tijdens de val staat de klep door de waterstroom omhoog open en kan sediment de puls binnen. Tijdens het optrekken sluit de klep zich weer door de omgekeerde waterstroom waardoor het verzamelde sediment binnen de puls blijft. Het optrekken zuigt ook sediment uit de bodem wat in suspensie gaat. Het op- en neerbewegen van de puls wordt pulsen genoemd. Door dit verscheidene keren te doen raakt de puls steeds voller. Na verloop van tijd wordt de puls opgehezen en geleegd. Het naar boven gehaalde en daarna opgevangen sediment is het grondmonster. Doordat er steeds meer sediment onderaan de mantelbuis wordt weggehaald, zakt de buis verder de grond in. Daar moet vaak ook druk op uitgeoefend worden, vooral als nog niet erg diep geboord is waardoor de mantelbuis nog niet veel weegt. Aan de bovenkant wordt zij steeds verlengd door er een nieuwe buis op te schroeven. Op deze wijze kunnen diepten van enkele honderden meters bereikt worden.

## Uitvoering
Een pulsboring kan met de hand worden uitgevoerd maar tegenwoordig wordt dit vaak mechanisch gedaan. De apparatuur kan naast de mantelbuis (met verlengstukken), kabel en de puls bestaan uit een lier voor de kabel (tegenwoordig van staaldraad), een driepootstelling met katrol voor de kabel en een klemblok voor de mantelbuis. Andere benodigdheden kunnen zijn een kettingtang en andere apparatuur om de buizen op elkaar te kunnen schroeven en een valbeitel (zie hieronder).
Tegenwoordig wordt veel van dit alles meestal uitgevoerd met behulp van een mobiel boorapparaat waar geen driepootstelling meer aan te pas komt. Dergelijke apparaten kunnen relatief klein zijn maar ook de grootte van een vrachtwagen aannemen.

## Voor- en nadelen
Pulsen is een schone boormethode. Er wordt weinig werkwater gebruikt. Het water dat gebruikt wordt kan eenvoudig opgeslagen en afgevoerd worden. Door het gebruik van een mantelbuis kan het boorgat bij normaal werken nooit invallen. Doordat het werkwater grotendeels gescheiden blijft van het grondwater en de mantelbuis strak door ondoorlaatbare kleilagen gaat kan vermenging van grondwater uit verschillende aquifers voorkomen worden. Hierdoor wordt ook voorkomen dat verontreiniging zich kan verplaatsen.
Overigens wordt die verspreiding van vervuiling na het verwijderen van de mantelbuis alleen maar voorkomen als het boorgat wordt dichtgegooid en ter plaatse van ondoorlaatbare kleilagen een ondoorlatende plug wordt geplaatst.
Een pulsboring kan afhankelijk van de deskundigheid van degeen die het werk uitvoert, betrekkelijk nauwkeurige monsters opleveren. Bij een goede uitvoering (bv bij verticale boorrichting) is de diepte van laagovergangen en de genomen monsters altijd bekend. Dat is in veel mindere mate het geval bij spoelboorsystemen. Voor veel civieltechnische en geologische vraagstellingen is de opbrengst en de kwaliteit van de monsters uit pulsboringen voldoende. Vanzelfsprekend hangt de kwaliteit ook af van de bemonstering zelf: men moet goed de verschillende grondsoorten kunnen onderscheiden en de beslissing kunnen nemen in welk geval een volgend monster nodig is. De monstersamenstelling komt echter nooit precies overeen met het aangeboorde sediment. Dat komt doordat het materiaal in suspensie gegaan is waardoor fijn materiaal in suspensie blijft zonder dat dit mee bemonsterd wordt. Vaak is een gedeelte van het materiaal ook tot kleinere delen gestampt. Ook worden partikels die groter zijn dan de pulsopening niet of niet goed bemonsterd. Óf zij worden opzij geduwd óf zij worden tot kleinere wel te bemonsteren partikels gestampt (met de puls of met de mantelbuis). In bepaalde gevallen wordt daarbij van een valbeitel gebruikgemaakt. Dit is in principe een zware massieve staaf die in plaats van de puls aan een kabel het boorgat in gaat. Hiermee wordt dan gepoogd het in de weg zittende object te vergruizen. Soms eindigt een boring ook op iets wat zich niet fijn laat stampen of opzij laat drukken, zoals een grote kei of een boomstam.
Pulsboringen geven weinig informatie over sedimentologische structuren. Dit heeft dit boortype gemeen met de verschillende soorten spoelboringen. Voor het achterhalen van dergelijke gegevens zijn alleen steekboringen geschikt. In veel gevallen zal de geologische interpretatie van een gebied wat met puls( en spoel)boringen is gekarteerd, veranderen zodra ter plekke steekboringen worden gezet. De veranderingen kunnen daarbij aanzienlijk zijn. Hoewel steekboringen in zeker opzicht betere geologische informatie geven, hebben zij als nadeel dat de monsteropbrengst voor bepaald onderzoek eigenlijk te klein is. Andere nadelen zijn dat steekboringen een hogere deskundigheid van de uitvoerder vereisen, minder snel te zetten zijn, dat er speciaal gereedschap nodig is om de monsters te verwerken en door dit alles duurder zijn dan pulsboringen. Het zetten van een aantal pulsboringen gecombineerd met een geringer aantal steekboringen is in grotere projecten vaak een goede tussenoplossing.

## Toepassingen
Pulsboringen worden toegepast bij geologisch, milieukundig, archeologisch en civieltechnisch onderzoek. In gebieden die niet door het waterleidingnet bereikt worden gebruikt men vaak pulsboringen voor het plaatsen van waterbronnen. Dit heeft te maken met het feit dat de methode relatief goedkoop is en met het feit dat de opbouw van de ondergrond meestal al tijdens het boren duidelijk wordt waardoor watervoerende lagen makkelijk herkend kunnen worden. Daarbij komt dat de begrenzingen van de geschikte lagen meestal eveneens snel duidelijk zijn waardoor een filter direct en op de juiste diepte geplaatst kan worden.

## Oud systeem
Het is al een zeer oud systeem wat door de Chinezen (maar dan in bamboe uitgevoerd) al zo'n drieduizend jaar geleden werd gebruikt.
Voor de Nederlandse geologische dienst (voormalige Rijks Geologische Dienst) was de pulsboring tot in de zestiger jaren van de twintigste eeuw een van de belangrijkste boorinstrumenten voor het verkennen en onderzoeken van de wat diepere ondergrond ten behoeve van de geologische kartering van Nederland.

## Wellen
Bij wellen wordt het zakken van de boorbuis gestaakt, er wordt vaak wat water uit de mantelbuis gehaald om minder tegendruk te verkrijgen maar er wordt wel doorgepulst. Hierdoor gaat aan de onderkant van de mantelbuis meer sediment van opzij toevloeien waardoor als dit goed wordt gedaan een (veel) groter monster uit de betreffende laag genomen kan worden.
Dit is een methode die voor normaal onderzoek en civieltechnische toepassingen sterk is af te raden aangezien het niet zonder risico is als dit onoordeelkundig gedaan wordt. Bij verder boren kunnen monsters gecontamineerd worden met nagevallen materiaal. Het boorgat kan, buiten de mantelbuis, ook geheel instorten als er te veel sediment onderaan wordt weggehaald. Desondanks wordt deze methode wel toegepast als van een bepaalde diepte meer (vooral paleontologische) informatie gewenst wordt. Op deze wijze kunnen soms enorme hoeveelheden fossielen, vaak voornamelijk schelpen worden bemonsterd. De belangrijkste monografieën van de Nederlandse geologische dienst zijn voor een groot deel gebaseerd op materiaal wat met behulp van deze methode verkregen is.